# Symphyosepalum
Symphyosepalum is een voormalig monotypisch geslacht (een geslacht met slechts één soort) van terrestrische orchideeën.
De ene soort, Symphyosepalum gymnadenioides, is nu opgenomen in het geslacht Neottianthe als Neottianthe cucullata var. calcicola, waarmee het geslacht komt te vervallen.

## Naamgeving en etymologie
De naam Symphyosepalum is afkomstig uit Oudgrieks συμφύειν, 'sumphuein' (samengroeien) en botanisch Latijn 'sepalum' (kelkblad).